# Qods League (1989/1990)
Qods League (1989/1990) był 6. edycją najwyższej klasy rozgrywkowej w piłce nożnej w Iranie. Liga skupiała 22 zespoły podzielone na dwie grupy. Po dwie najlepsze drużyny awansowały do półfinałów, których z kolei zwycięzcy rozstrzygali między sobą losy tytułu mistrza Iranu w finale. Tytułu z 1978 nie obroniła drużyna PAS Teheran. Nowym mistrz Iranu została drużyna Esteghlal Teheran. Tytuł króla strzelców zdobył Mohammad Ahmadzadeh, który w barwach klubu Malawan Bandar-e Anzali strzelił 16 bramek.

## Grupa A
| Lp. | Drużyna                 | M  | Z  | R | P  | Bramki | Bramki | Różn. | Pkt | Uwagi |
| --- | ----------------------- | -- | -- | - | -- | ------ | ------ | ----- | --- | ----- |
| 1   | Persepolis Teheran      | 20 | 11 | 9 | 0  | 34     | 10     | +24   | 42  |       |
| 2   | Malawan Bandar-e Anzali | 20 | 10 | 8 | 2  | 31     | 11     | +20   | 38  |       |
| 3   | Nassadżi Mazandaran     | 20 | 9  | 6 | 5  | 26     | 9      | +17   | 33  |       |
| 4   | Teraktor Sazi Tebriz    | 20 | 8  | 6 | 6  | 19     | 17     | +2    | 30  |       |
| 5   | Bank Sepah Teheran      | 20 | 7  | 8 | 5  | 22     | 16     | +6    | 29  |       |
| 6   | Jonoub Ahwaz            | 20 | 8  | 5 | 7  | 20     | 20     | 0     | 29  |       |
| 7   | Sepahan Isfahan         | 20 | 6  | 8 | 6  | 16     | 16     | 0     | 26  |       |
| 8   | Koma Sziraz             | 20 | 6  | 7 | 7  | 21     | 21     | 0     | 25  |       |
| 9   | Pajam Meszhed           | 20 | 4  | 7 | 9  | 15     | 21     | −6    | 19  |       |
| 10  | Esteghamat Jazd         | 20 | 3  | 5 | 12 | 16     | 41     | −25   | 14  |       |
| 11  | Kaweh Bandar-e Abbas    | 20 | 1  | 5 | 14 | 13     | 46     | −33   | 8   |       |

## Grupa B
| Lp. | Drużyna                   | M  | Z  | R | P  | Bramki | Bramki | Różn. | Pkt | Uwagi |
| --- | ------------------------- | -- | -- | - | -- | ------ | ------ | ----- | --- | ----- |
| 1   | Esteghlal Teheran         | 20 | 15 | 3 | 2  | 52     | 10     | +42   | 48  |       |
| 2   | Daraei Nowin              | 20 | 11 | 5 | 4  | 26     | 11     | +15   | 38  |       |
| 3   | Taam Isfahan              | 20 | 9  | 7 | 4  | 20     | 11     | +9    | 34  |       |
| 4   | Sanat Naft Abadan         | 20 | 8  | 7 | 5  | 28     | 17     | +11   | 31  |       |
| 5   | Szahrdari Sari            | 20 | 8  | 6 | 6  | 23     | 23     | 0     | 30  |       |
| 6   | Mashin Sazi Tebriz        | 20 | 7  | 7 | 6  | 19     | 18     | +1    | 28  |       |
| 7   | PAS Buszehr               | 20 | 6  | 7 | 7  | 19     | 21     | −2    | 25  |       |
| 8   | Szahrdari Bandar-e Anzali | 20 | 6  | 6 | 8  | 12     | 19     | −7    | 24  |       |
| 9   | Khejbar Khoram Abad       | 20 | 5  | 4 | 11 | 18     | 30     | −12   | 19  |       |
| 10  | Pakdis Urmia              | 20 | 4  | 5 | 11 | 18     | 31     | −13   | 17  |       |
| 11  | Gostaresz Arak            | 20 | 1  | 3 | 16 | 8      | 52     | −44   | 6   |       |

## Półfinały
- Daraei Nowin - Persepolis Teheran 0-2; 1-6
- Malawan Bandar-e Anzali - Esteghlal Teheran 0-0; 0-4

## Finał
- Esteghlal Teheran - Persepolis Teheran 2-1

Zespół Esteghlal Teheran został mistrzem Iranu.

## Najlepsi strzelcy
|   | Piłkarz             | Klub                    | Gole |
| 1 | Mohammad Ahmadzadeh | Malawan Bandar-e Anzali | 16   |
| 2 | Samad Marfawi       | Esteghlal Teheran       | 13   |
| 3 | Ali Firozi          | Sanat Naft Abadan       | 11   |
| 3 | Morteza Jeke        | Esteghlal Teheran       | 10   |